# Vino Versum Poysdorf
Das Vino Versum Poysdorf (Vino Versum Poysdorf, Wein + Traubenwelt) ist ein Erlebnismuseum zur Geschichte von Weinbau und Weinhandel mit dem Schwerpunkt Poysdorf.

## Geschichte
1910 gab es eine erste volkskundliche Sammlung zur Ortsgeschichte in Poysdorf. 1958 wurde ein Heimatmuseum eröffnet. 1978 übersiedelte dieses in das ehemalige Bürgerspital. 2004 wurde das Museum zur Weinerlebniswelt umgestaltet und in Weinstadtmuseum umbenannt. 2012 wurde das Areal saniert und erweitert. 2013 fand hier ein Teil der NÖ Landesausstellung Brot und Wein statt. Im April 2014 wurde das Weinmuseum „Vino Versum Poysdorf, Wein + Traubenwelt“ eröffnet.

## Gebäude und Bereiche
Das Areal des Vino Versums befindet sich im nördlichen Ortszentrum von Poysdorf an beiden Seiten der Brünner Straße. Es vereint das ehemalige Poysdorfer Bürgerspital, ein Freigelände mit der Ölbergkapelle, Weingärten und Presshäusern sowie Neubauten und das adaptierte Ecksteinhaus aus dem 19. Jahrhundert. Der Zugang zum Vino Versum erfolgt über den Weinmarkt Poysdorf.

### Traubenhalle und Weinkeller
In der Halle wird Poysdorf als Stadt der Traube inszeniert. Ausgehend vom Stadtwappen mit den biblischen Kundschaftern widmen sich interaktive Stationen dem Mythos Traube, ergänzt um Traubenspielplätze für Kinder und Erwachsene. Eine Kundschaftergalerie zeigt Reproduktionen und Originale von Kundschafterdarstellungen aus vielen Epochen der Kunstgeschichte. Die Geschichte von Weinhandel und Weinverkauf in Gasthäusern wird in einem Vitrinenrondell vom Winzer zum Wirten erläutert. Ein Museumskino zeigt historische Aufnahmen von Weinlese und Kellerarbeit.
Eine Unterführung unter der Brünner Straße verbindet das Bürgerspital mit dem Ausstellungsbereich, bestehend aus Traubenhalle, Museumskino und Eingangsbereich mit Weinmarkt. In den Neubau wurde das Ecksteinhaus, ein Hauerhaus aus dem 19. Jahrhundert, integriert.

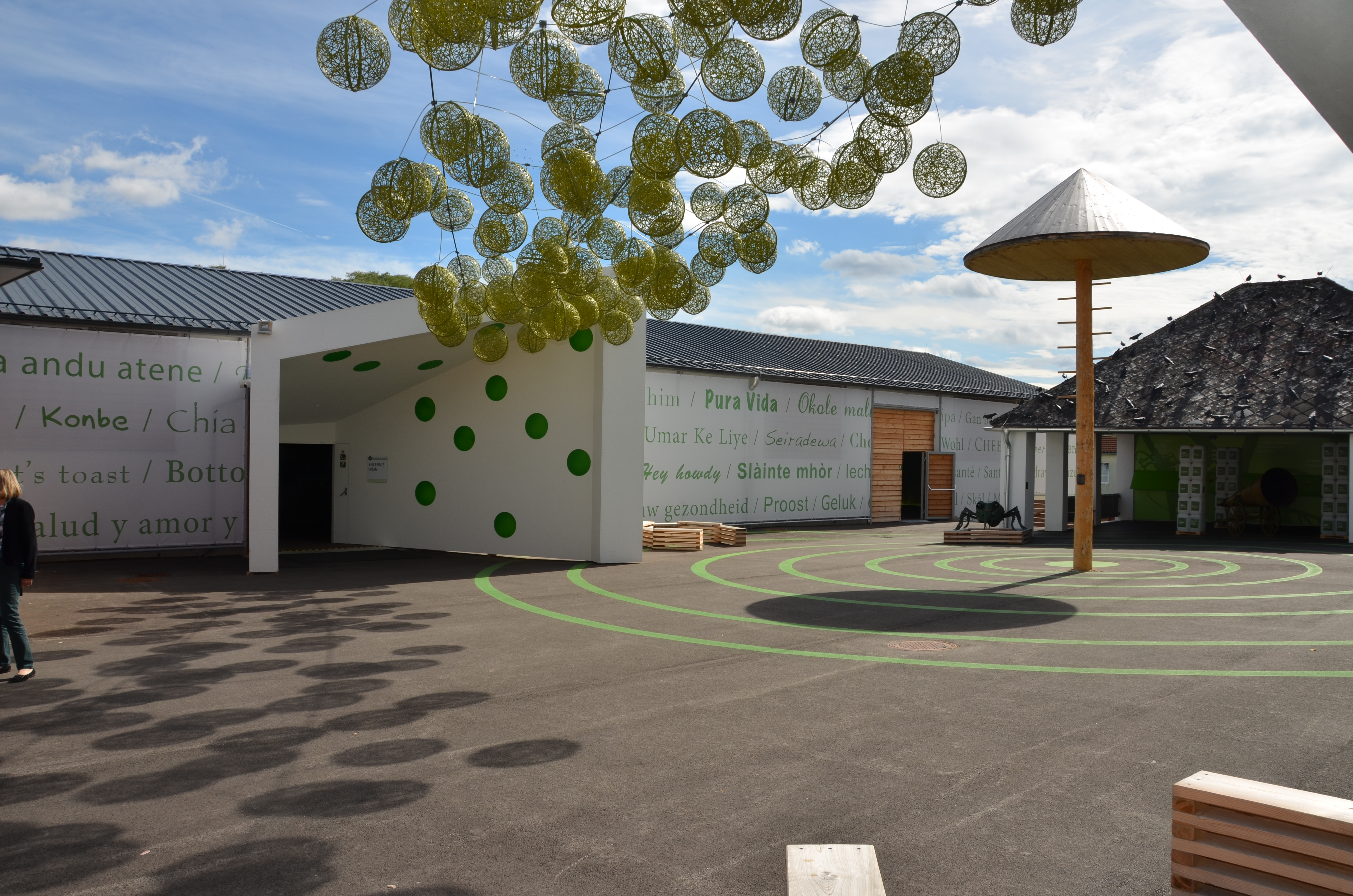
Eingang in die Traubenhalle
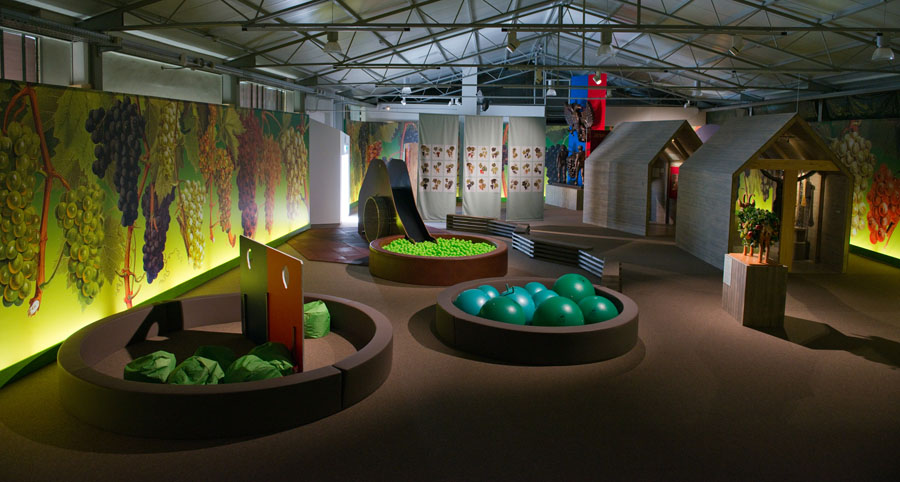
Blick in die Traubenhalle
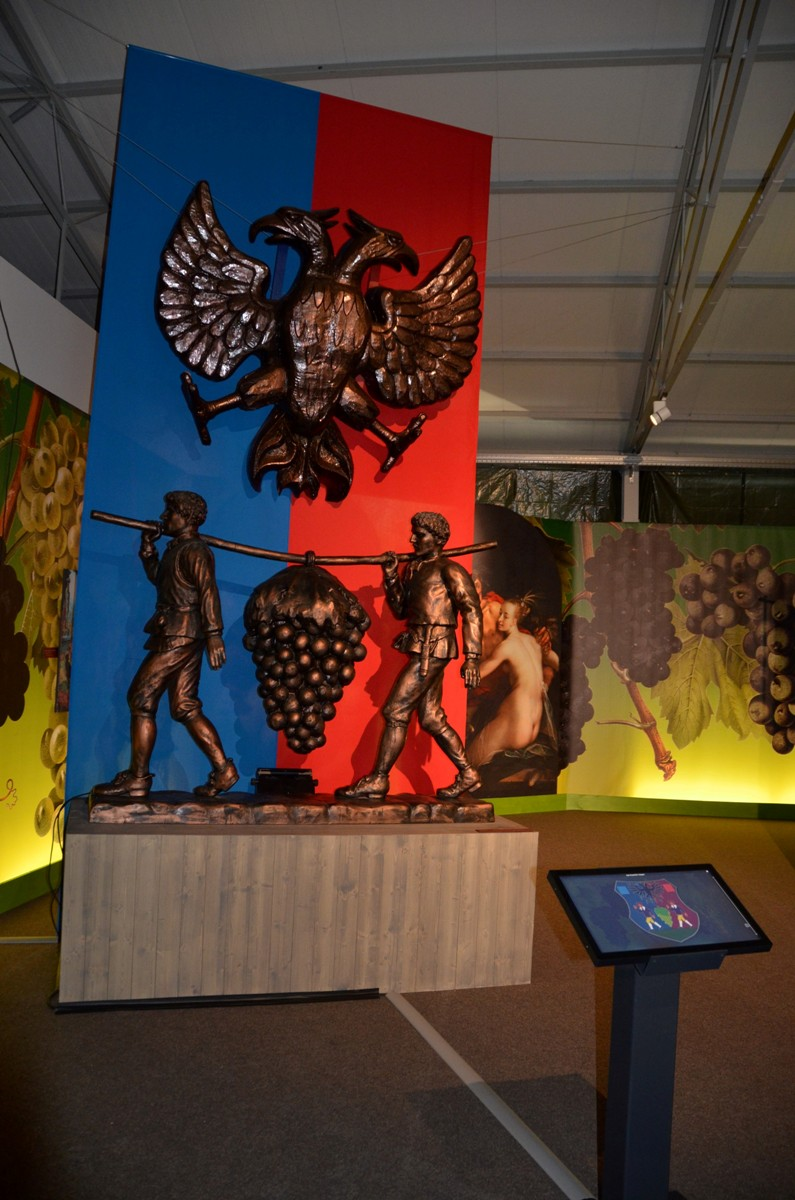
Interaktives Stadtwappen in der Traubenhalle
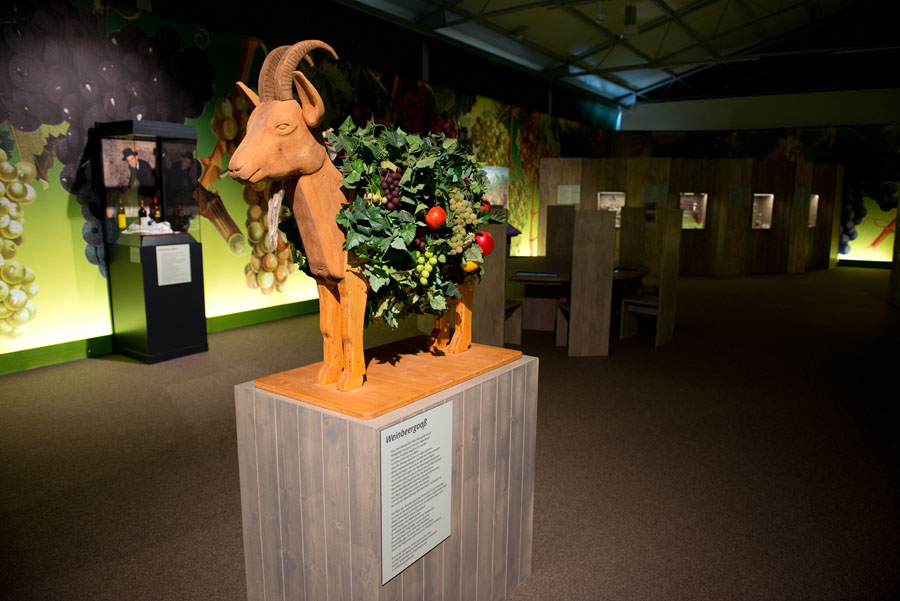
Weinberggoass in der Traubenhalle
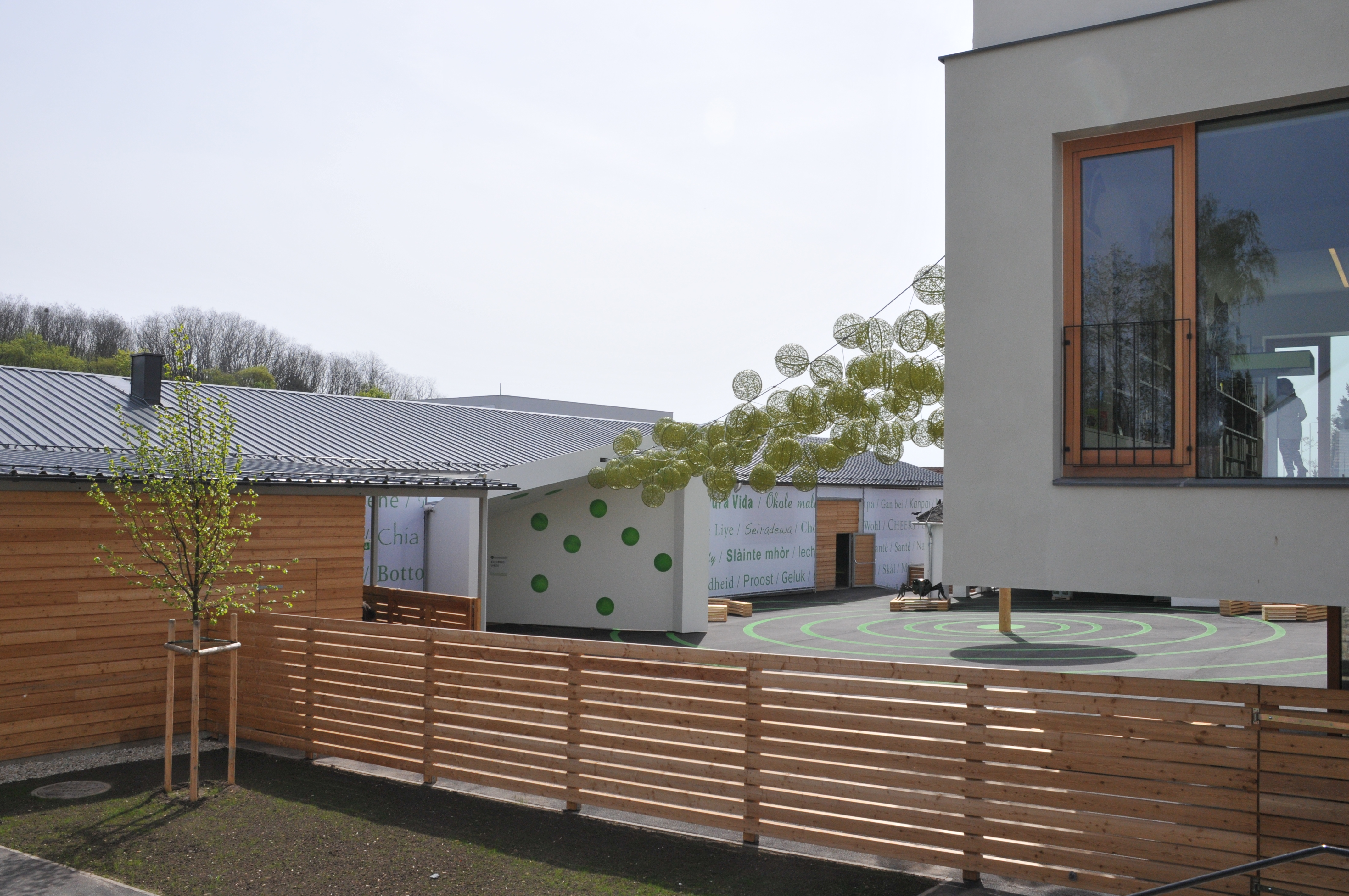
Weinmarkt Poysdorf mit Blick auf Traubenhalle

### Bürgerspital und Freigelände
Die Dauerausstellung Geschichte einer Weinstadt im Obergeschoß des ehemaligen Bürgerspitals präsentiert Objekte aus den Sammlungen der Stadt Poysdorf ergänzt um Leihgaben mit Bezug zur Stadtgeschichte, darunter dabei die Poysdorfer Schatzfunde aus der Zeit der späten Renaissance. Die Barbarakapelle des Bürgerspitals zeigt die zwei Piller-Monstranzen aus dem 19. Jahrhundert, benannt nach der Stifterfamilie.
Der Poysdorfer Weinbau und der Bedeutung des Weins für Feste und Bräuche der Stadt sind Thema des Erdgeschoßes. Ein ganzer Raum ist der Geschichte des Winzerfests gewidmet, des größten Weinfests der Region, das seit 1928 in Poysdorf gefeiert wird.
Das Bürgerspital ist von einem großen Freigelände mit historischem Baumbestand und einem Schauweingarten umgeben. Gärtner des Museumsdorfs Niedersulz haben einen Weinviertler Bauerngarten angelegt. 
Im Freigelände wird die Arbeit des Winzers präsentiert. Ein Rebsorten-Weingarten mit Hoch- und Stockkultur, begehbare Presshäuser und Weinkeller erläutern die Arbeit im Keller. In einem umgebauten Längsstadel ist das Wottle-Pressenmuseum eingerichtet, das die technische Entwicklung des Pressenbaus der letzten 100 Jahre zeigt. Eine historische Schmiede, eine Wagenremise mit typischen Weinfuhrwerken und eine Lehmkegelbahn runden das Areal ab.

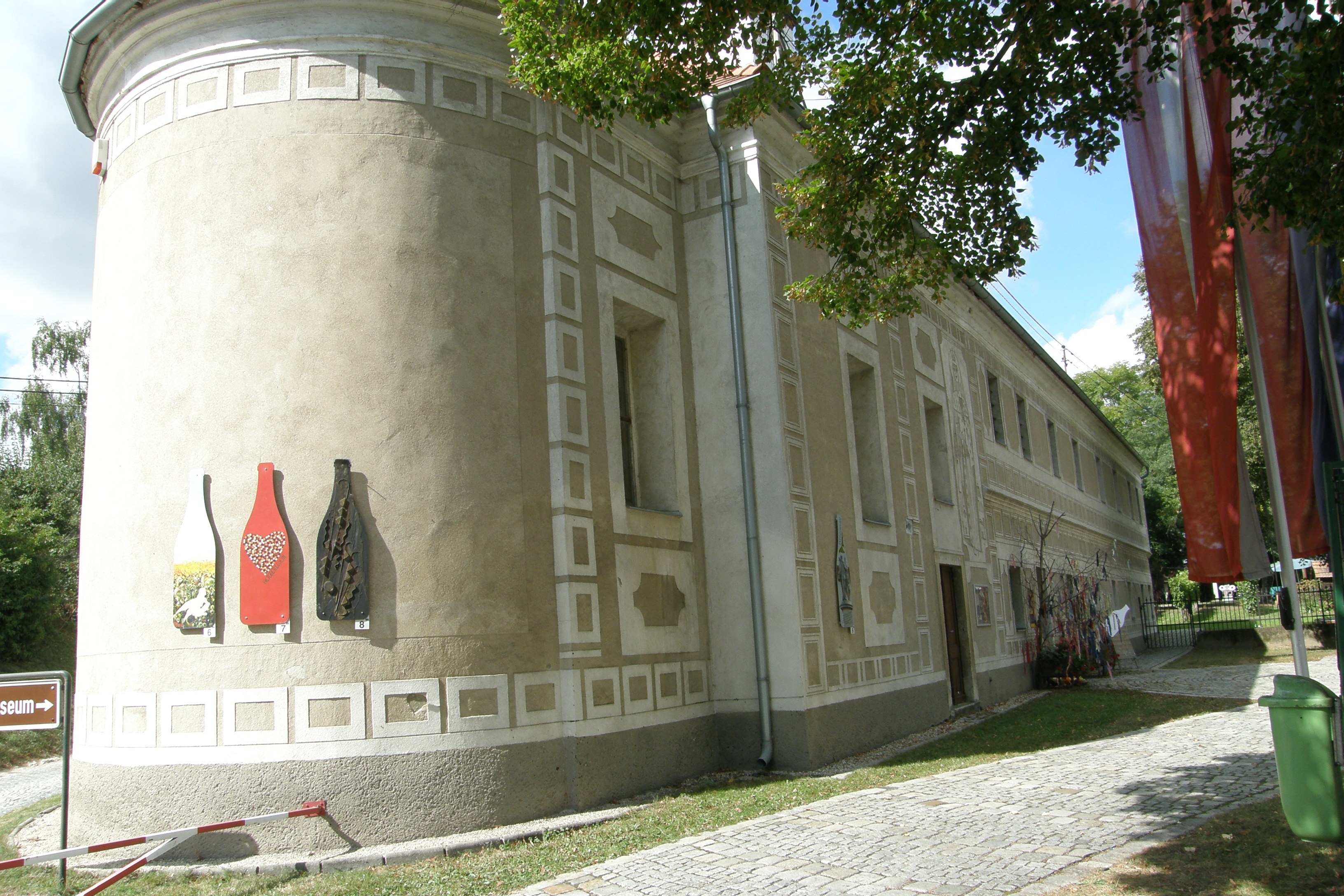
Blick auf den Chorschluss der Bürgerspitalskapelle
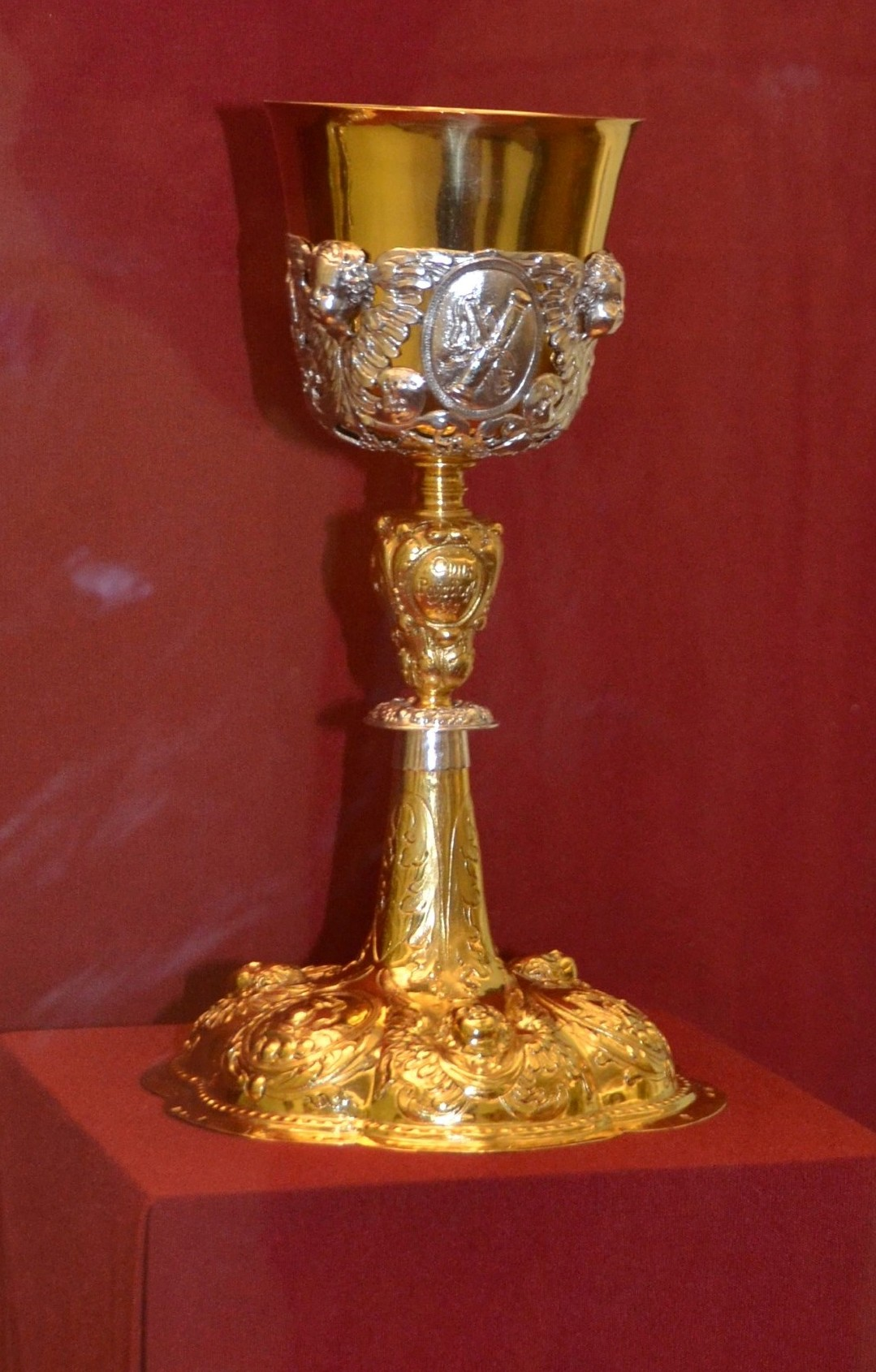
Augsburger Silberkelch, gestiftet 1696, in der Dauerausstellung
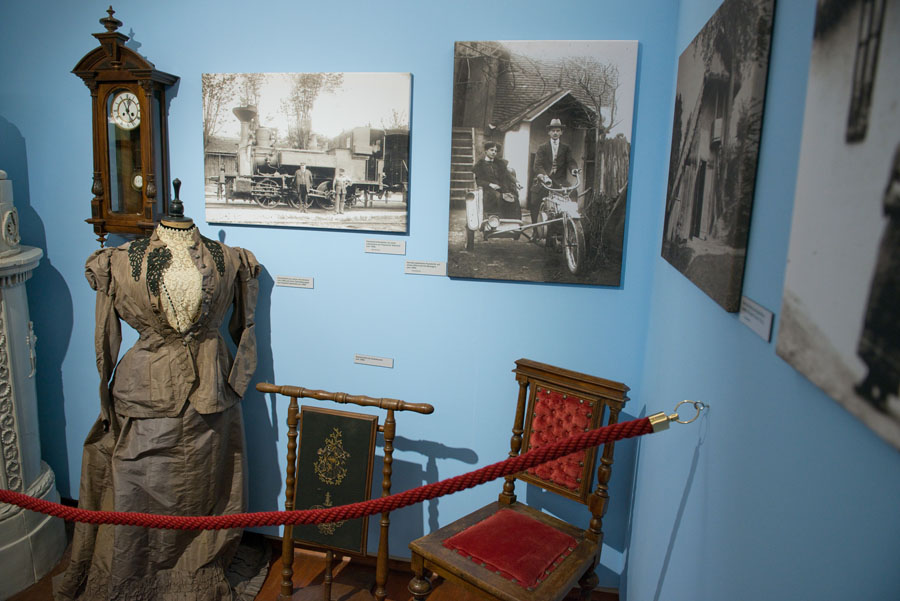
Dauerausstellung Geschichte einer Weinstadt
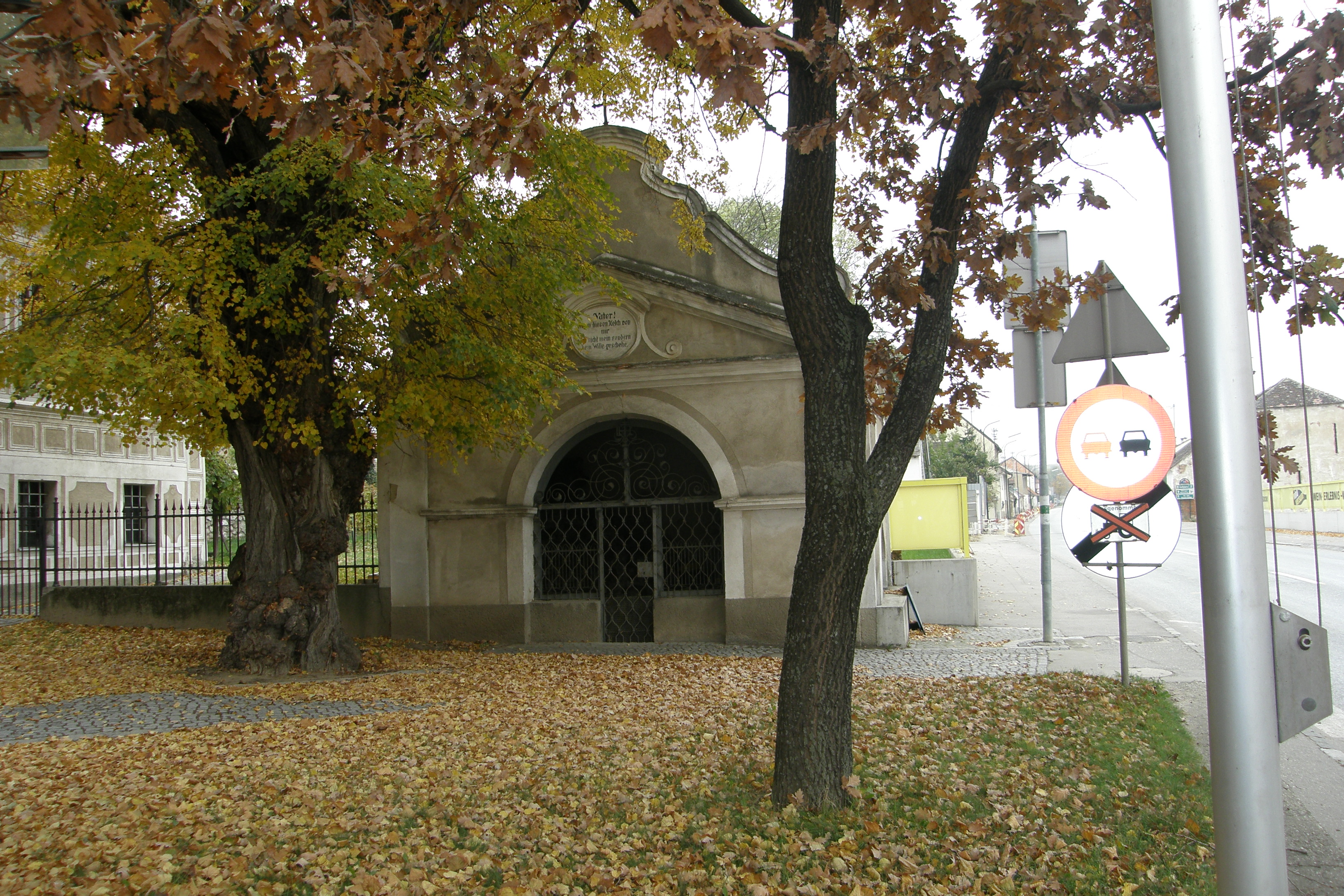
Ölbergkapelle im Freigelände des Vino Versum Poysdorf
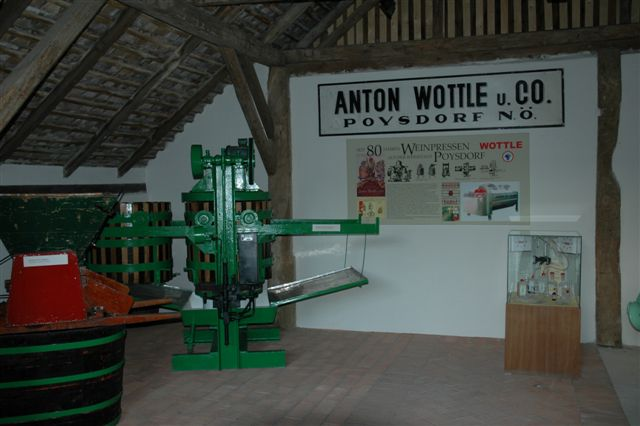
Wottle Pressenmuseum im Freigelände des Vino Versum Poysdorf

## Sonderausstellungen
Im Erdgeschoß des Bürgerspitals befindet sich ein ungefähr 100 m² großer Sonderausstellungsbereich.
- 2014: Genuss mit Bilder und Texten des Lyrikers Rudi Weiss[7]
- 2015: Die Fürsten von Poysdorf über die Familien Trautson, Liechtenstein, Koháry und Sachsen-Coburg.[8]
- 2017: KELLER.KULTUR.ERBE über die Geschichte des Weinkellers.[9]

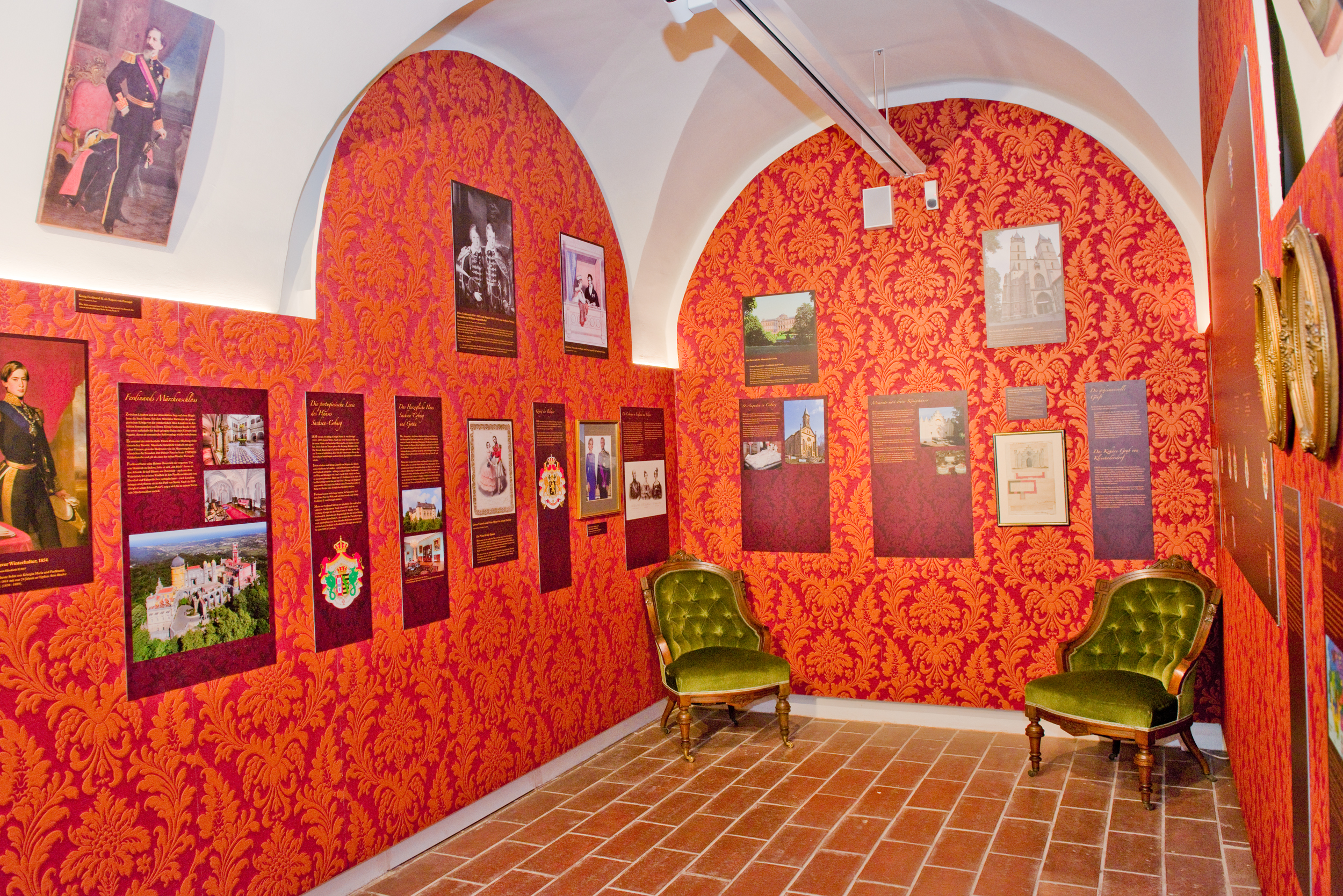
Der Koháry-Raum der Ausstellung Fürsten von Poysdorf
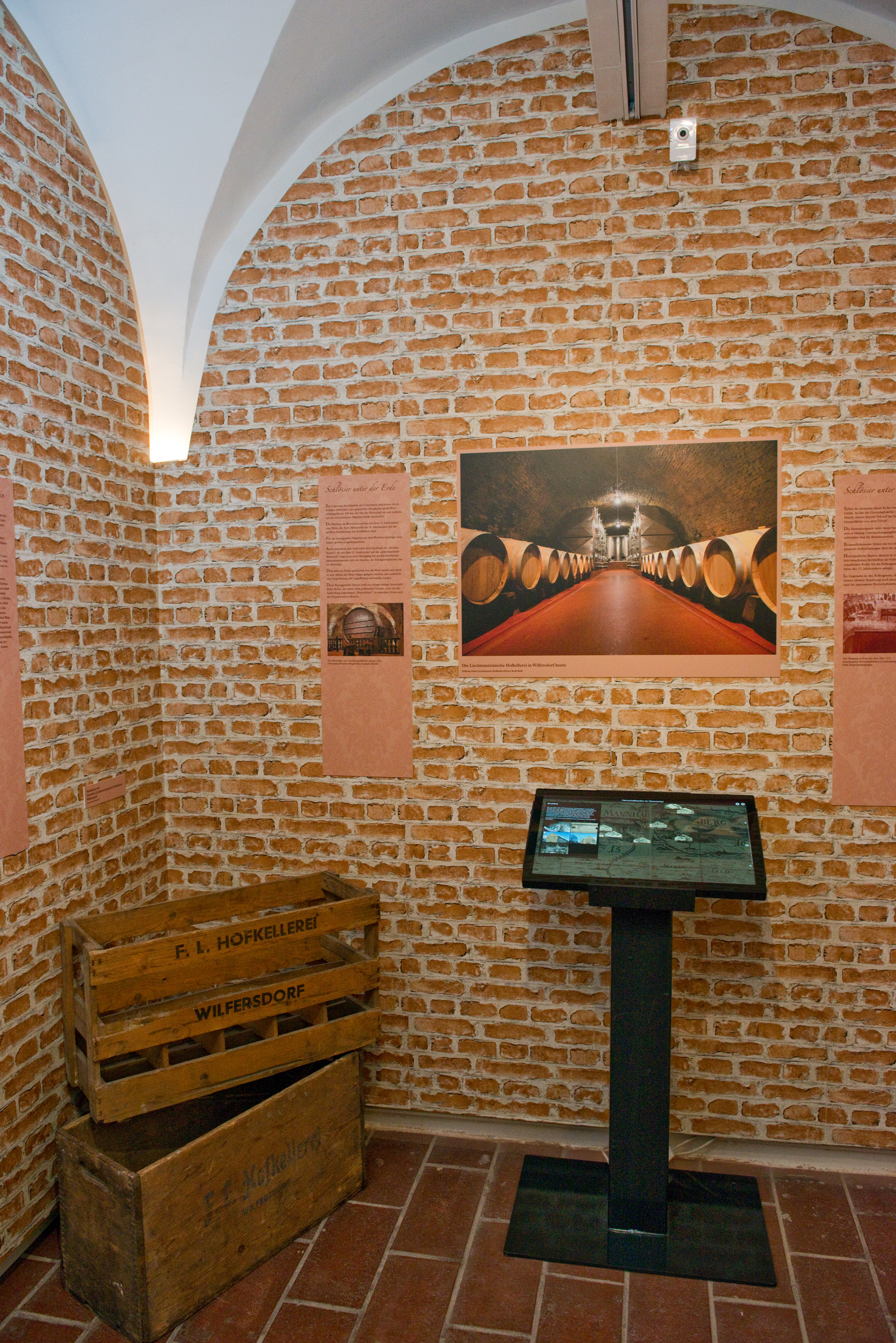
Ausstellungsraum Herrschaftskeller